# Droga wojewódzka 514
Die Droga wojewódzka 514 (DW 514) ist eine zwei Kilometer lange Droga wojewódzka (Woiwodschaftsstraße) in der polnischen Woiwodschaft Kujawien-Pommern die den Bahnhof Grudziądz Mniszek mit der Droga krajowa 55 in Grudziądz verbindet. Die Strecke liegt ganz in der Kreisfreien Stadt Grudziądz.

## Streckenverlauf
Woiwodschaft Kujawien-Pommern, Kreisfreie Stadt Grudziądz
-  Grudziądz (Graudenz) (A 1, DK 16, DK 55, DK 95, DW 207, DW 498, DW 534, DW 547)